# Бранко Зихерл
Бранко Зихерл (1916—1942) је бивши југословенски репрезентативац у скоковима у воду. Био је члан Спортског друштва Илирија из Љубљане.

## Биографија
Бранко Зихерл је део младости провео у Шкофјој Локи, а затим се са породицом преселио у Љубљану.
Старији брат му је био Борис Зихерл, словеначки политичар и филозоф.
Посмртно му је додељено признање које се додељује спортистима за врхунска достигнућа у спорту и спортско признање за много година успешног рада у физичком васпитању.
Бранко Зихер је био једини југословенски скакач у воду који је учествовао на Летњим олимпијским играма.

## Спортски резултати
Бранко Зихерл је био првак Југославије 9 пута појединачно и 6 пута екипно:
5 х даска: од 1934. до 1938,
4 х торањ: од 1935. до 1938.
6 х екипно са екипом Илирије 1933. до 1938.
Учествовао је на Летњим олимпијским играма 1936. у Берлину у дисциплинама скокова у воду са даске и торња. У скоковима са даске заузео је десето место са 125,26 бодова, а са торња 20 место са 78,28 бодова	
| Дисц. | Резултати | Резултати | Резултати | Резултати | Резултати | Резултати | Резултати | Резултати | Резултати | Резултати | Резултати | Резултати | Резултати | Резултати | Резултати | Резултати | Резултати | Резултати | Резултати | Резултати | Укуп.  | Мес.     | Дет. |
| Дисц. | 1. скок   | Мес.      | 2. скок   | Мес.      | 3. скок   | Мес.      | 4. скок   | Мес.      | 5. скок   | Мес.      | 6. скок   | Мес.      | 7. скок   | Мес.      | 8. скок   | Мес.      | 9. скок   | Мес.      | 10. скок  | Мес.      | Укуп.  | Мес.     | Дет. |
| ----- | --------- | --------- | --------- | --------- | --------- | --------- | --------- | --------- | --------- | --------- | --------- | --------- | --------- | --------- | --------- | --------- | --------- | --------- | --------- | --------- | ------ | -------- | ---- |
| Даска | 11,52     | 10        | 10,88     | 15        | 13,68     | =10       | 11,04     | =15       | 10,44     | =12       | 14,28     | 6         | 14,60     | 6         | 22,44     | 12        | 36,08     | 12        | 47,12     | 11        | 125,26 | 10 од 24 |      |
| Торањ | 6,69      | =18       | 3,36      | 26        | 10,44     | =18       | 11,40     | =13       | 13,32     | 14        | 13,30     | 12        | 14,26     | =14       | 9,96      | 26        |           |           |           |           | 70,28  | 20 од 26 |      |

 Знак једнакости = код појединачног пласмана значи да је делио место